# Edgar Hilsenrath
Edgar Hilsenrath (n. 2 aprilie 1926, Leipzig, Republica de la Weimar – d. 30 decembrie 2018, Wittlich, Renania-Palatinat, Germania) a fost un scriitor evreu-german care trăiește în Berlin. Principalele sale lucrări literare sunt Noapte (1964), Nazistul și frizerul (1977) și Povestea gândului de pe urmă (1989).

## Biografie
Edgar Hilsenrath s-a născut la Leipzig (Germania) în 1926. Este unul dintre supraviețuitorii Holocaustului evreiesc din timpul celui de-al Doilea Razboi Mondial. A fost deportat și trimis în ghetoul-lagăr de la Moghilău (în prezent, în Ucraina). A plecat către Palestina cu unul dintre primele trenuri de refugiați. A trăit apoi în Franța și Statele Unite ale Americii. În prezent, trăiește la Berlin, în Germania. Lucrările sale literare au fost traduse în aproape treizeci de țări. 

#### Siret
„Siret a fost și rămâne orașul meu preferat. Acest lucru nu poate fi explicat mai bine. Acolo au trăit împreună în prietenie evrei, țigani, ucraineni, români, unguri și nemți... aici, în Bucovina, în acest mic loc din Europa de Est am trăit pentru prima dată liber de  amenințarea naziștilor.” (Edgar Hilsenrath)

## Opera

### Romane
- Noapte (Nacht), 1964
- Der Nazi und der Friseur, 1977
- Moskauer Orgasmus (Gib acht, Genosse Mandelbaum), 1979
- Fuck America (Bronskys Geständnis), 1980
- Zibulsky oder Antenne im Bauch, 1983
- Sie trommelten mit den Fäusten den Takt, 1983
- Das Märchen vom letzten Gedanken, 1989 (Povestea gândului de pe urma, Editura Ararat, 2007)
- Jossel Wassermanns Heimkehr, 1993 (În acest roman, protagonistul își amintește casa și prietenii din Bucovina. Autorul aduce un omagiu culturii evreiești distruse din Europa de est.)[12]
- Die Abenteuer des Ruben Jablonski, 1997
- Berlin… Endstation, 2006

## Premii
- Premiul Alfred Döblin 1989)
- Premiul Heinz-Galinski (1992)
- Premiul Hans-Erich Nossack (1994)
- Premiul Jakob Wassermann (1996)
- Premiul Hans Sahl (1998)
- Premiul Lion Feuchtwanger (2004)
- Premiul președintelui Republicii Armene (2006)
- Doctorat onorific al Universității de Stat din Yerevan (2006)
- Mémorable Prix (2009)